# Sławomir Kohut
Sławomir Kohut, né le 18 septembre 1977 à Cieszyn, est un coureur cycliste polonais.

## Biographie
Sławomir Kohut commence sa carrière en 2001 dans l'équipe Amore e Vita. Présent sur les podiums du championnat de Pologne du contre-la-montre, de Florence-Pistoia et de la Course de la Solidarité olympique, il est recruté par CCC-Polsat en 2003. Il effectue la meilleure saison de sa carrière avec cette équipe en 2004 en remportant le titre de champion de Pologne du contre-la-montre, le Bałtyk-Karkonosze Tour, ainsi que des étapes  de la Semaine cycliste lombarde et de la Course de la Paix. Il termine deuxième de cette dernière, ainsi que du Ühispanga Tartu GP et de la Course de la Solidarité olympique. En 2005, il rejoint l'équipe Miche en compagnie de son frère Seweryn. En décembre 2005, il est renversé par une voiture durant un entraînement en Pologne. Touché à la tête, il est placé en coma artificiel.
Entre 2007 et 2008, il est à nouveau membre de l'équipe Amore e Vita, toujours en compagnie de son frère.

## Palmarès
- 1999
  -  Champion de Pologne sur route espoirs
  - 2e étape du Tour de Toscane espoirs
  - Gran Premio Pretola
- 2000
  - 3e du Tour de Bulgarie
- 2001
  - 6e étape du Tour de Bulgarie
  - 2e du championnat de Pologne du contre-la-montre
  - 3e de Florence-Pistoia
- 2002
  - 3e de la Course de la Solidarité olympique
- 2003
  - 2e étape du Tour de Bohême
  - 2e de la Course de la Solidarité olympique
  - 3e du GP Weltour
  - 3e du championnat de Pologne du contre-la-montre
- 2004
  -  Champion de Pologne du contre-la-montre
  - 4e étape de la Semaine cycliste lombarde
  - 6e étape de la Course de la Paix
  - Bałtyk-Karkonosze Tour :
    - Classement général
    - 5e étape

  - 2e de la Course de la Paix
  - 2e du Ühispanga Tartu GP
  - 2e de la Course de la Solidarité olympique
- 2008
  - 2e du Tour du Maroc
- 2009
  - Central European Tour :
    - Classement général
    - 2e étape
- 2015
  - 2e du championnat de Pologne du critérium

## Classements mondiaux
| Année           | 2005 | 2006 | 2007 | 2008 | 2009 | 2010 | 2011 | 2012 |
| --------------- | ---- | ---- | ---- | ---- | ---- | ---- | ---- | ---- |
| UCI Africa Tour |      |      |      | 50e  |      |      |      |      |
| UCI Asia Tour   |      |      |      |      |      |      | 355e |      |
| UCI Europe Tour | 614e | 658e |      |      | 879e |      |      | 991e |